# Passo Karakorum
Il passo Karakorum (in hindi काराकोरम दर्रा Kārākōrama darrā, in cinese tradizionale 喀喇崑崙山口 Kā lǎ kūnlún shānkǒu, cinese semplificato 喀喇昆仑山口 Kā lǎ kūnlún shānkǒu, in inglese Karakoram Pass) (5.540 m) è un valico del Karakorum che mette in comunicazione le regioni del Ladakh (India) e del Tibet (Cina), uno dei più alti al mondo.
Nonostante l'altitudine è considerato una via di comunicazione agevole in quanto la presenza di venti, pur a basse temperature, lo mantiene spesso sgombro dalla neve ed inoltre ha versanti non eccessivamente pendenti.

## Fonte
- Schmidt, Jeremy. Himalayan Passage: Seven Months in the High country of Tibet, Nepal, China, India & Pakistan. 1991. The Mountaineers Books, Seattle.